# لويس زويك
لويس زويك (بالألمانية: Luis Zwick)‏ هو لاعب كرة قدم ألماني في مركز حراسة المرمى، ولد في 24 مايو 1994 في برلين في ألمانيا. لعب مع دندي يونايتد.

## وصلات خارجية
- لويس زويك على موقع قاعدة بيانات كرة القدم.إي يو (الإنجليزية)
- لويس زويك على موقع Soccerbase.com (لاعب) (الإنجليزية)
- لويس زويك على موقع Soccerway.com (الإنجليزية)
- لويس زويك على موقع عالم كرة القدم.نت (الإنجليزية)